# Mourujärvi
Mourujärvi är en sjö i Finland. Den ligger i kommunen Posio i landskapet Lappland, i den norra delen av landet, 700 km norr om huvudstaden Helsingfors. Mourujärvi ligger 257,9 meter över havet. Den är 15 meter djup. Arean är 3,19 kvadratkilometer och strandlinjen är 34,32 kilometer lång. Sjön  ingår i Kemi älvs huvudavrinningsområde. 